# 松江北駅
松江北駅（しょうこうきたえき、中国語: 松江北站）はかつて中華人民共和国上海市松江区に存在した中国国鉄滬昆線の駅。

## 歴史
- 1909年 - 鉄道部の駅として開業[1]。
- 2013年
  - 3月 - 全国人民代表大会により鉄道部の解体が決定。
  - 3月14日 - 鉄道部から中国鉄路総公司（後に中国国家鉄路集団に改名する）の駅になる。
- 2024年
  - 4月14日 - 旅客営業を停止[2]。
  - 5月22日 - 松江北駅に改称[3]。
  - 12月13日 - 滬昆線の新線切り替えにより、旅客営業を上海松江駅へ、貨物営業を石湖蕩駅（中国語版）へ譲る形で完全閉鎖される[4]。

## 駅構造

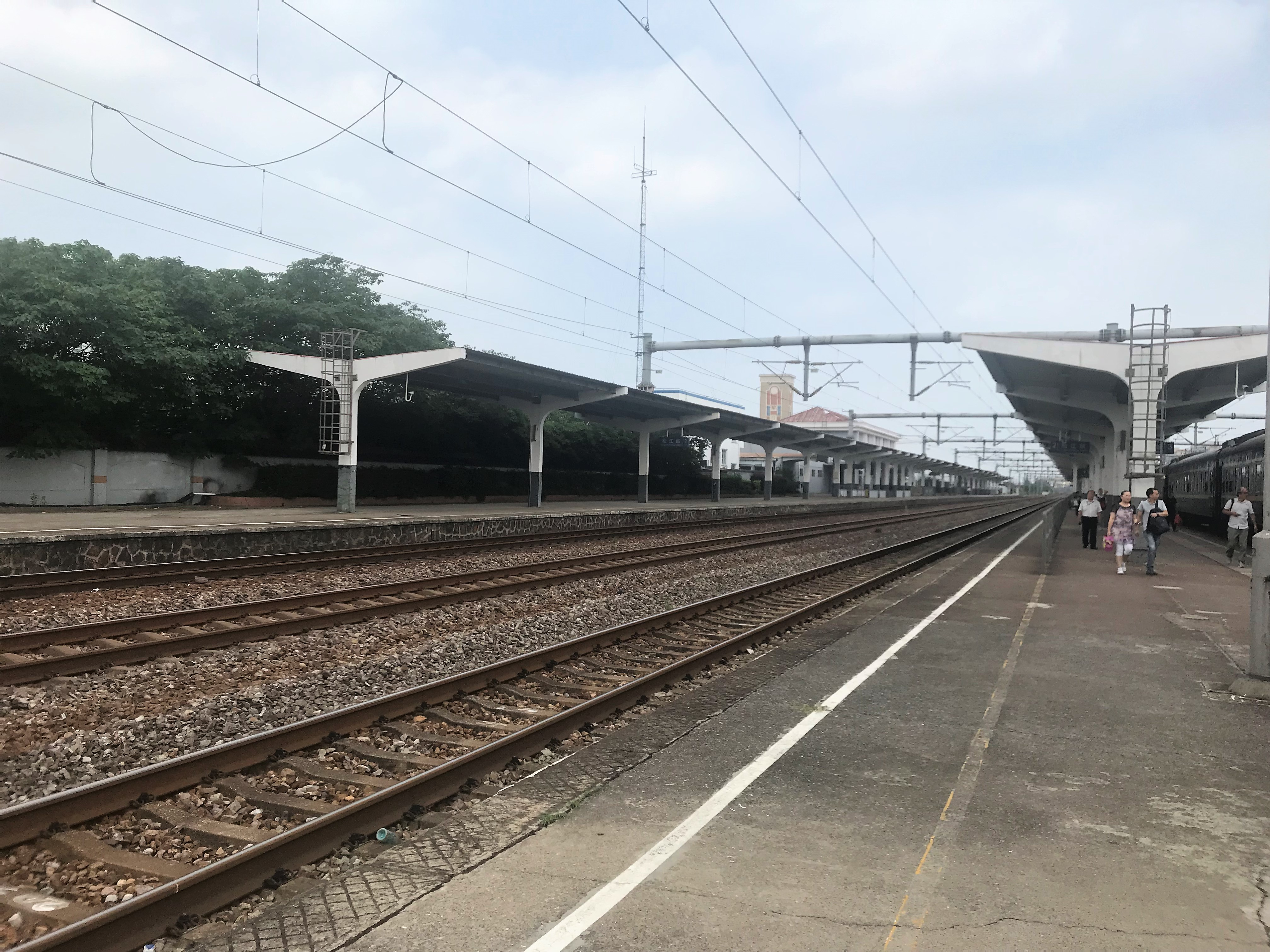
プラットホーム

単式ホーム1面1線と島式ホーム1面2線、合計2面3線のホームを有する。

## 駅周辺
- 醉白池（中国語版）
- 酔白池駅（上海軌道交通9号線）
- 河畔雅苑
- 栄匯公寓
- 人文松江活動中心
- 上海市松江一中（中国語版）
- 鹿都国際購物広場

## 隣の駅
中国国家鉄路集団
滬昆線(旧線)
新橋駅 - 松江北駅 - 石湖蕩駅